# Muehlenbeckia nummularia
Muehlenbeckia nummularia H. Gross – gatunek rośliny z rodziny rdestowatych (Polygonaceae Juss.). Występuje naturalnie w Peru. 

## Morfologia
PokrójZrzucający liście krzew o pnących pędach.
LiścieBlaszka liściowa jest skórzasta i ma kształt od okrągłego do owalnego. Mierzy 8–20 mm długości oraz 8–17 mm szerokości, jest całobrzega, o nasadzie zbiegającej po ogonku i spiczastym wierzchołku.

## Biologia i ekologia
Rośnie w zaroślach. Występuje na wysokości od 3000 do 3500 m n.p.m.